# سی‌ای‌پی اس‌ای
سی‌ای‌پی اس‌ای (انگلیسی: CAP S.A.) شرکت معدن شیلیایی است، که در سال ۱۹۴۶ تأسیس شد.